# Ctenophorus ornatus
Ctenophorus ornatus là một loài thằn lằn trong họ Agamidae. Loài này được Gray mô tả khoa học đầu tiên năm 1845.